# Parco nazionale Varangerhalvøya
Il parco nazionale Varangerhalvøya è un parco nazionale della Norvegia, nella contea di Finnmark. È stato istituito nel 2006 e occupa una superficie di 1804,1 km². È situato all'interno della penisola di Varanger, nel nord-est del Paese.